# 후나다 마유
후나다 마유(일본어: 船田 麻友, 1990년 11월 9일 ~ )는 일본의 여자 축구 선수이다.

## 국가대표팀 경력
그녀는 2010년 FIFA U-20 여자 월드컵에 참가할 일본 U-20 국가대표팀에 발탁되었다.